# Kijabe ensifera
Kijabe ensifera is een spinnensoort in de taxonomische indeling van de Dwergcelspinnen (Oonopidae).
Het dier behoort tot het geslacht Kijabe. De wetenschappelijke naam van de soort werd voor het eerst geldig gepubliceerd in 1949 door Caporiacco.